# Rio Tamanduá
Le rio Tamanduá est une rivière brésilienne de l'État de Santa Catarina.
Il naît sur le versant nord de la serra do Espigão (partie de la serra Geral) et s'écoule  du sud-est vers le nord-ouest sur 100 km, parallèlement au rio Timbó, dont il est le principal affluent.